# Mystacinobiidae
Mystacinobiidae zijn een familie uit de orde van de tweevleugeligen (Diptera), onderorde vliegen (Brachycera). 

## Geslachten
Het volgende geslacht wordt bij de familie ingedeeld:
- Mystacinobia Holloway, 1976